# Dahana-ye Ghuri
Dahana-ye Ghuri är en distriktshuvudort i Afghanistan. Den ligger i distriktet Dahana-ye Ghuri, i provinsen Baghlan, i den nordöstra delen av landet, 160 kilometer norr om huvudstaden Kabul. Dahana-ye Ghuri ligger 801 meter över havet och antalet invånare är 3 307.